# Maiobão
O Conjunto Habitacional Maiobão é um bairro localizado no município de Paço do Lumiar, Região Metropolitana de São Luís, capital do estado do Maranhão, situado nas proximidades da Maioba (daí a origem do nome). 
Foi construído entre os anos de 1980-1982, sendo o maior complexo habitacional do município, e um dos maiores bairros da Ilha de Upaon-Açu.

## História
O complexo habitacional do Maiobão teve suas obras iniciadas em 1980 pela Companhia Habitacional do Estado do Maranhão (COHAB) e financiado pelo Banco Nacional da Habitação (BNH) e foi construído como bairro dormitório, visto que a maioria dos moradores trabalhava em São Luís. Na época em que foi entregue, o bairro passou a ser o maior de toda a região metropolitana, pois foi construído inicialmente com 4.666 unidades divididas em casas com 01 e 02 dormitórios.
Na década de 1990, com a expansão urbana da Região Metropolitana, novos conjuntos habitacionais começaram a ser construídos por meio financiamentos da Caixa Econômica, tais como: Tambaú, Paranã I, II, III e IV, Manaíra e Conjunto Upaon- Açu.

## Economia
Desde quando foi inaugurado no ano de 1982, o maior desafio dos moradores era a distância do bairro até o centro da Cidade, com linhas de ônibus insuficientes para atender a população, e diversos protestos marcaram a história do bairro.
Com o crescimento urbano, houve o desenvolvimento do comércio e da rede de serviços, tornando-se o principal polo econômico do município.
Embora o Maiobão fique distante 7,5 km da sede do munícipio, nele se concentram os principais equipamentos urbanos de Paço do Lumiar, como posto médico, grande parte das escolas (em especial as de ensino médio), faculdades, bancos, supermercados, linhas de ônibus de maior circulação e opções de lazer.
O Pátio Norte Shopping fica próximo ao Maiobão, no bairro Saramanta.
O Fórum de Paço do Lumiar se localiza no bairro.

## Transportes
O acesso se dá pela MA-201 (Estrada de Ribamar), que liga o bairro do Anil, em São Luís, até São José de Ribamar.
As linhas de ônibus semiurbanas que atendem o bairro são divididas em L1 e L2, realizando o transporte entre os municípios da ilha. Também está presente o Expresso Metropolitano II e o transporte alternativo em vans e micro-onibus.

## Saúde
As principais unidades de saúde do bairro são a Unidade Mista do Maiobão (administrada pela EMSERH) e a UPA 24H do Maiobão.

## Educação
O bairro consta com escolas públicas e privadas e instituições de nível superior privadas.

## Bairros limítrofes
Os bairros limítrofes ao Maiobão são Tambaú, Paranã, Conjunto Jaguarema, Vila Sarney Filho e Vila Nazaré.